# 야마가역
야마가역(일본어: 山家駅, やまがえき)은 일본 교토부 아야베시에 있는 서일본 여객철도의 철도역이다.

## 역 구조
섬식 1면 2선 구조의 지상역으로, 교행 시설이 갖추어져 있다. 니시마이즈루역이 관리하는 무인역이다. 역사는 선로 북쪽에 있으며 승강장과는 과선교로 연결되어 있다.

### 승강장
| 1·2 | ■ 산인 본선 | 상행 | 소노베 · 교토 방면                        |
| 1·2 | ■ 산인 본선 | 하행 | 아야베 · 히가시마이즈루 · 후쿠치야마 방면 |

## 역세권 정보
- 쇼후쿠 사의 정원 (일본 정부 지정 명승지)
- 유라 강
- 국도 제27호선

## 역사
- 1910년 8월 25일 - 일본국유철도 교토 선 소노베 역 ~ 아야베 역 구간 개통과 동시에 개업.
- 1987년 4월 1일 - 민영화에 따라 서일본 여객철도의 소속이 되었다.

## 인접역
| 서일본 여객철도 산인 본선 | 서일본 여객철도 산인 본선 | 서일본 여객철도 산인 본선         |
| ------------------------- | ------------------------- | --------------------------------- |
| 다치키 교토 방면          | ■ 산인 본선               | 아야베 기노사키온센·하마사카 방면 |